# Marie Cahill
Marie Cahill (Brooklyn, 7 febbraio 1870 – New York, 23 agosto 1933) è stata una cantante e attrice statunitense, uno dei nomi più noti della scena del vaudeville di Broadway.

## Biografia
Nata a New York da Richard Cahill e Marie Groegen nel 1870, cominciò la carriera teatrale alla fine degli anni ottanta all'età di sedici anni nella compagnia Stock Company di Harley Merry in Kathleen Mavourean. A diciotto anni debuttò nel mondo della commedia musicale recitando in The Tin Soldier di Charles Hoyt.
Il 21 marzo 1898 è Gertie Gelatine nella prima assoluta di Montecarlo di Howard Talbot. Nel 1902, la canzone Under The Bamboo Tree di J. Rosamond Johnson e Robert Cole, che Marie Cahill cantò alla prima assoluta di Broadway dello spettacolo Sally In Our Alley di Ludwig Englander, diventò da quel momento in poi il suo cavallo di battaglia e una delle canzoni più popolari di quegli anni. Nello stesso anno, la cantante aveva preso parte come Vera von Lahn a un altro spettacolo di Broadway, il musical The Wild Rose di Englander che aveva debuttato in maggio al Knickerbocker Theatre. Nello show, le era stata affidata l'interpretazione di Nancy Brown, una canzone originale scritta per lo spettacolo da Clifton Crawford. Nancy Brown fu un tale successo che, nel febbraio 1903, era diventato un musical: le musiche erano di Henry Hadley, il libretto di George H. Broadhurst e  Frederic Ranken e, nel ruolo del titolo, la stessa Marie Cahill.
Nel 1904, la Cahill riveste il ruolo di Katherine Peepfogle nella prima assoluta a Broadway di It Happened in Nordland con le musiche di Victor Herbert, a fianco di May Robson, Pauline Frederick, Harry Davenport.
Ancora a Broadway nel 1912 è Celeste Deremy in The Opera Ball (Der Opernball) di Richard Heuberger, nel 1915 Polly Bainbridge nella prima assoluta di 90 in the Shade di Jerome Kern e, nel 1930, Gloria Wentworth nella prima assoluta di The New Yorkers di Cole Porter, a fianco di Jimmy Durante, Ann Pennington e Charles King.
La cantante si presentava in scena con uno stile tutto suo, allegro e pacioso: oltre a cantare, chiacchierava con il pubblico anticipando quello che sarebbe in seguito diventato il tratto distintivo di un modo di porsi in palcoscenico di Gracie Allen.

## Spettacoli teatrali
- The New Yorkers (Broadway, 8 dicembre 1930)

## Filmografia

### Attrice e Produttrice
La filmografia è completa. Quando manca il nome del regista, questo non viene riportato nei titoli
- Judy Forgot di T. Hayes Hunter - attrice (1915)
- Gladys' Day Dreams - attrice (1917)

- When Betty Bets - attrice e produttrice (1917)
- Patsy's Partner - attrice (1917)